# Christy Clark

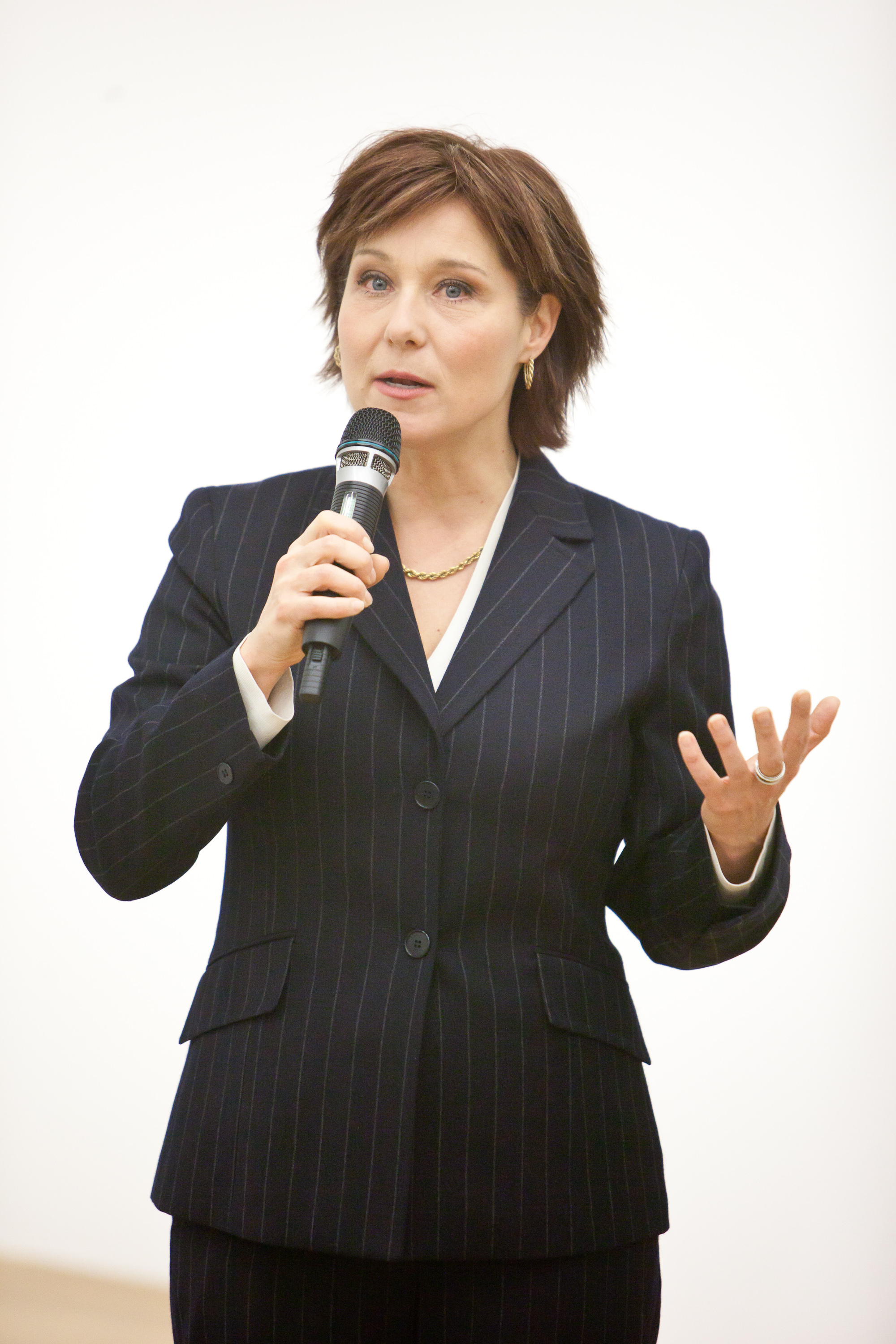
Christy Clark (2011)

Christina Joan „Christy“ Clark (* 29. Oktober 1965 in Burnaby, British Columbia) ist eine ehemalige kanadische Politikerin. Vom 14. März 2011 bis zum 18. Juli 2017 war sie Premierministerin der Provinz British Columbia und gleichzeitig Vorsitzende der British Columbia Liberal Party; das Amt als Parteivorsitzende gab sie wenige Wochen nach ihrem Ausscheiden als Premierministerin am 4. August 2017 ab. Von 1996 bis 2005 war sie Abgeordnete der Legislativversammlung von British Columbia und hatte während dieser Zeit mehrere Ministerposten in Gordon Campbells Provinzregierung inne.

## Biografie

### Bildungsministerin
Clark studierte Politikwissenschaft und Religionswissenschaft an der Simon Fraser University, an der Sorbonne und an der University of Edinburgh, machte jedoch keinen Abschluss. Am 28. Mai 1996 wurde sie zur Abgeordneten des Wahlbezirks Port Moody-Burnaby Mountain in die Legislativversammlung von British Columbia gewählt. Sie gehörte zunächst der Opposition an und trat als Sprecherin für die Bereiche Umwelt, Familienpolitik und öffentliche Dienste in Erscheinung. Nach dem Wahlsieg der Liberalen am 16. Mai 2001 ernannte sie der neue Premierminister Gordon Campbell zu seiner Stellvertreterin und zur Bildungsministerin. Drei Jahre später übernahm sie zusätzlich das Familienministerium.
Als Bildungsministerin wollte Clark das BC College of Teachers (Aufsichtsbehörde für Lehrerausbildung) reformieren, stieß dabei aber auf heftigen Widerstand der Lehrergewerkschaft British Columbia Teachers' Federation. 2002 unterzeichnete sie zwei Gesetze, der die Lehrer zur Beendigung ihres Streiks zwang und Kollektivverhandlungen verbot. Neun Jahre später erklärte das oberste Gericht der Provinz Clarks Entscheidungen für verfassungswidrig. Am 17. September 2004 zog sich Clark aus familiären Gründen vorübergehend aus der Politik zurück und kandidierte nicht bei der Wahl 2005. Bereits im August 2005 strebte sie die Nomination als Kandidatin der Non-Partisan Association für die Bürgermeisterwahl in Vancouver an, unterlag jedoch Sam Sullivan, der die Wahl später gewann. Von August 2007 bis Dezember 2010 moderierte Clark werktags beim Radiosender CKNW in Vancouver eine nach ihr benannte Sendung (The Christy Clark Show). Außerdem schrieb sie Kolumnen für die Zeitungen The Province und The Vancouver Sun.

### Premierministerin
Nachdem Gordon Campbell am 3. November 2010 seinen baldigen Rücktritt als Premierminister und Parteivorsitzender angekündigt hatte, gab Clark fünf Wochen später ihre Kandidatur für dessen Nachfolge bekannt. Während der Kampagne präsentierte sie sich als eine von der damaligen Regierung unabhängige Außenseiterin, die als einzige in der Lage sei, den von den Wählern gewünschten Wandel herbeizuführen. Beim Parteitag der Liberal Party am 26. Februar 2011 setzte sie sich im dritten Wahlgang mit 52 % der Stimmen gegen Gesundheitsminister Kevin Falcon durch. Obwohl sie in den meisten Meinungsumfragen geführt hatte, war ihre Wahl dennoch überraschend, da sie zu diesem Zeitpunkt nicht dem Provinzparlament angehörte und nur von einem Hinterbänkler der Parlamentsfraktion öffentlich unterstützt worden war. Am 14. März 2011 übernahm Clark die Ämter als Regierungschefin und Parteivorsitzende. Ihr Vorgänger Campbell gab einen Tag später bekannt, auch als Abgeordneter zurückzutreten, sodass sie in dessen Wahlkreis Vancouver-Point Grey zu einer Nachwahl antreten konnte. Ihr äußerst knapper Sieg am 11. Mai 2011 (564 Stimmen Vorsprung) war der erste Nachwahl-Erfolg einer regierenden Partei seit 30 Jahren.
Im September 2012 kündigten mehrere einflussreiche Fraktionsmitglieder (darunter vier Minister) an, dass sie sich aus der Politik zurückziehen würden und lösten dadurch eine kleinere Vertrauenskrise innerhalb der Partei aus. Zwei Monate später warf der frühere liberale Minister John van Dongen der Premierministerin vor, sie sei in Zusammenhang mit dem umstrittenen Verkauf der Bahngesellschaft BC Rail in einen Interessenkonflikt gestanden. Im April 2013 stellte ein Richter der unabhängigen Untersuchungskommission fest, dass die Vorwürfe nicht zutreffend seien. Vor der Neuwahl am 13. Mai 2013 sagten alle Meinungsforschungsinstitute eine deutliche Niederlage der Liberalen voraus. Entgegen allen Erwartungen blieben sie stärkste Kraft und konnten ihre Mehrheit sogar leicht ausbauen. In ihrem eigenen Wahlkreis unterlag Clark jedoch dem NDP-Kandidaten David Eby mit 785 Stimmen Unterschied. Sie blieb zwar weiterhin Premierministerin, durfte jedoch nicht an den Parlamentssitzungen teilnehmen. Daraufhin trat der Abgeordnete Ben Stewart zurück, um ihr in seinem Wahlkreis Westside-Kelowna (einer liberalen Hochburg), eine Nachwahl zu ermöglichen. Clark trat dort am 10. Juli 2013 an und siegte mit einem Stimmenanteil von 62 %.
Bei der Wahl am 9. Mai 2017 wurde Clark in Westside-Kelowna wiedergewählt. Die Liberal Party siegte jedoch nur in 43 von 87 Wahlkreisen und verpasste somit die Mehrheit um einen Sitz. Die NDP kam auf 41 Sitze, die Green Party of British Columbia auf 3 Sitze. Daraufhin strebte Clark Koalitionsverhandlungen mit den Grünen an, um doch noch eine Mehrheit zu erlangen. Die Green Party gab aber am 29. Mai bekannt, dass sie sich mit der oppositionellen NDP geeinigt habe. Clark berief daraufhin eine Parlamentssession ein. Ihre Minderheitsregierung wurde am 29. Juni 2017 durch ein Misstrauensvotum gestürzt (44 zu 42 Stimmen). Sie versuchte noch, bei Vizegouverneurin Judith Guichon umgehend eine vorgezogene Neuwahl zu beantragen, hatte damit aber keinen Erfolg. Guichon gab stattdessen dem NDP-Vorsitzenden John Horgan den Auftrag zur Regierungsbildung. Die Übergabe erfolgte am 18. Juli.

### Privates
Clark ist geschieden und hat einen Sohn.